# Luigi Pandolfi
Luigi Pandolfi (Cartoceto, 6 de setembro de 1751 - Roma, 2 de fevereiro de 1824) foi um cardeal do século XIX

## Biografia
Nasceu em Cartoceto] em 6 de setembro de 1751. De família nobre marquesa inscrita no patriciado de Pesaro, Fano e Ascoli. Filho de Giuseppe Pandolfi e Verginia Tonelli. Seu nome de batismo era Luigi Nicolò Aldebrando Fortunato Baldasare. Ele recebeu o sacramento da confirmação em 3 de maio de 1760 do bispo Giacomo Beni de Fano na igreja de S. Francesco em Rovereto, em seu Cartoceto natal. Seu sobrenome também está listado como Pandolfi-Fanese.
Estudou no Collegio-Università Nolfi ( Collegio di Nobili ) de Fano; e na Universidade La Sapienza (Archiginnasio), Roma, onde estudou direito, obtendo o doutorado em 1772. Ao mesmo tempo, recebeu sua formação eclesiástica.
Ordenado provavelmente em 1776. Incardinado na diocese de Fano. Pela sua boa fama, foi requisitado e incardinado na diocese de Todi. Vigário geral da diocese de Todi por quatro anos. Vigário geral da diocese de Pesaro por nove anos no final do pontificado do Papa Pio VI. Ele manifestou sua lealdade ao governo papal durante a primeira ocupação francesa de Marches . Entrou na prelatura romana como referendário dos Tribunais da Assinatura Apostólica de Justiça e da Graça em 14 de maio de 1802. Governador de Montalto em 4 de maio de 1801. Governador de Ascoli Piceno, em 17 de fevereiro de 1807. Governador de Orvieto, ad interim, 1808. Governador de Perugia em 24 de março de 1809. Após a segunda restauração do governo papal, foi nomeado delegado apostólico em Pesaro e Urbino em 4 de maio de 1814; ocupou o cargo até 1819. Prelado doméstico de Sua Santidade, 22 de junho de 1814. Nomeado pelo delegado apostólico giunta provisório em Ancona antes de 27 de maio de 1815; a nomeação não foi ratificada pelo Cardeal Ercole Consalvi quando voltou de Viena e Mons. Pandolfi permaneceu em seu posto em Pesaro e Urbino. Chamado de volta a Roma, foi nomeado secretário da Sagrada Consulta antes de 5 de janeiro de 1819; ocupou o cargo até sua promoção ao cardinalato.
Criado cardeal sacerdote no consistório de 10 de março de 1823; recebeu o chapéu vermelho em 13 de março de 1823; e o título de S. Sabina, 16 de maio de 1823. Participou do conclave de 1823, que elegeu o Papa Leão XII.
Morreu em Roma em segunda-feira, 2 de fevereiro de 1824, em sua casa em Roma, de uma apoplexia que sofrera no dia anterior; sete horas depois de ter recebido a extrema unção e a bênção apostólica. Exposto na igreja de S. Marcello, onde ocorreu o funeral, oficiado pelo cardeal Francesco Bertazzoli; e enterrado em seu título, S. Sabina.